# Jenny Camp
Jenny Camp est une jument Pur-sang de concours complet, née en 1926 et décédée en 1958, qui a concouru sous la selle de l'américain Earl Foster Thomson.

## Histoire
Jenny Camp est issue du croisement entre un étalon Pur-sang, Gordon Russell, célèbre pour ses qualités à l'obstacle, et d'une jument probablement croisée Pur-sang et Standardbred. Elle est née en 1926 à Front Royal, le dépôt de remonte de l'armée américaine situé en Virginie
En raison de sa petite taille, elle commence sa carrière comme cheval de polo, mais ses qualités à l'obstacle lui permettent d'être réorientée vers le concours complet. C'est le capitaine Raguse qui la repère lors de sa prospection pour trouver des chevaux pour les Jeux olympiques.
Attribuée au militaire et cavalier Earl Foster Thomson, Jenny Camp et son cavalier suivent l'entrainement d'Harry Chamberlin qui croit beaucoup dans le couple.
En 1932, le couple participe aux Jeux olympiques, où ils obtiennent en concours complet la médaille d'argent en individuel et la médaille d'or par équipe,. 
En 1936, ils participent de nouveau aux Jeux olympiques et remportent pour la seconde fois en complet la médaille d'argent en individuel,.
Une fois sa carrière sportive achevée, elle devient poulinière au dépôt de remonte de Fort Robinson. Il est possible que le colonel Fred Koester, membre de l"équipe olympique de 1932, ait racheté la jument et l'ai ramené dans on ranch de Californie, où elle décède en 1958 à l'âge de trente-deux ans.
Jenny Camp fait partie des rares chevaux à avoir remporté une médaille olympique à deux jeux consécutifs.

## Description
C'est une jument baie de petite taille. Elle ne mesure en effet que 1,65 m, soit 16,1 mains.
Ses allures sont peu étendues, et sa conformation est assez mauvaise. Mais elle s'avère très courageuse, rapide et agile.

## Palmarès
Sous la selle du cavalier américain Earl Foster Thomson :
- 1932 : Médaille d'or par équipe et médaille d'argent en individuel aux Jeux olympiques d'été de 1932 à Los Angeles[3]
- 1936 : Médaille d'argent en individuel aux Jeux olympiques d'été de 1936 à Berlin[3]

## Origines
| Origines de Jenny Camp            | Origines de Jenny Camp  | Origines de Jenny Camp  |
| --------------------------------- | ----------------------- | ----------------------- |
| Père Gordon Russell 1910 Pur-sang | Marchmont 1900 Pur-sang | Martagon 1887 Pur-sang  |
| Père Gordon Russell 1910 Pur-sang | Marchmont 1900 Pur-sang | Primavera 1881 Pur-sang |
| Père Gordon Russell 1910 Pur-sang | Tokalon 1901 Pur-sang   | Tammany 1889 Pur-sang   |
| Père Gordon Russell 1910 Pur-sang | Tokalon 1901 Pur-sang   | Enid 1889 Pur-sang      |
| Mère                              |                         |                         |
|                                   |                         |                         |
|                                   |                         |                         |
|                                   |                         |                         |